# Апрелевы
Апрелевы — столбовой дворянский род.
Происходит от братьев Демьяна и Тихомира Перфильевичей Апрелевых, владевших поместьями в Обонежской пятине Новгородского уезда в 1583. Их дедом был живший на рубеже XV—XVI вв. Степан-Агей Апрелев. В 1596 году Демьян Постник Апрелев получил сельцо Большой Двор с пустошами Заполье, Богоявленская Гора (Посадница), Забережье (Подол), Задние Озерки, Мелица, Лопастница (Рябинки), Сихцово, Люборож, Заднижи в Богоявленском на Сясе погосте в Обонежской пятине.
Род Апрелевых записан в VI ч. ДРК Новгородской и С.-Петербургской губерний и во II ч. ДРК Смоленской губерний. 2.12.1873 род внесён в III ч. ДРК Рязанской губ.

## Описание герба
В щите, имеющем красное поле, диагонально к правому нижнему углу на голубой полосе изображён серебряный якорь и по сторонам его в верхней правой части — золотой полумесяц, а в нижней части — серебряная стрела.
Щит увенчан обыкновенным дворянским шлемом с дворянской на нём короной и тремя страусовыми перьями. Намёт на щите голубой и красный, подложен золотом. Щитодержатели: два льва. Герб рода Апрелевых внесён в Часть 4 Общего гербовника дворянских родов Всероссийской империи, стр. 63.

## Известные представители
- Апрелев Богдан Демьянович — воевода в Гродно в 1656—1657 г.
- Апрелев Андрей — воевода в Одоеве в 1664—1665 г.
- Апрелев Григорий Алексеевич — московский дворянин в 1692 г.
- Апрелев Пётр — капитан Кабардинского пехотного полка, умер от ран полученные от неприятеля в 1852 г.[1][4][5].
- Апрелев, Пётр Сидорович (1778—1829) — генерал-лейтенант русской императорской армии, член Совета военного министра.